# Sapphire (Australien)
Sapphire ist ein Ort in Queensland, Australien, der 280 Kilometer westlich von Rockhampton und 40 Kilometer westlich von Emerald liegt. Der Ort befindet sich in der Region Anakie Gemfields, die vom Saphir-Abbau geprägt ist.
In den 1870er Jahren wurden Saphire am Retreat Creek gefunden, der zwischen Sapphire und Emerald fließt und in den Nogoa River mündet. Der Abbau der Edelsteine am Retreat Creek begann um 1890.
Bei der Volkszählung 2021 hatte Sapphire 518 Einwohner. Der kleine Ort ist heute (2016) stark von touristischen Edelsteinsuchern und aktuell nicht mehr vom Bergbau geprägt.
Das Gelände rund um Sapphire ist flach. Der höchste Punkt in der Nähe der Ortschaft befindet sich einen Kilometer westlich von Sapphire und liegt 282 Meter über dem Meeresspiegel. Die Region ist dünn besiedelt. Sapphire ist die größte Gemeinde im Anakie Gemfield. Weitere Orte in diesem Edelsteinfundgebiet sind Willows und Rubyvale.